# Episodi de La Ruota del Tempo (seconda stagione)
La seconda stagione della serie televisiva La Ruota del Tempo (The Wheel of Time), composta da otto episodi, è stata pubblicata sulla piattaforma streaming on demand Prime Video dal 1º settembre al 6 ottobre 2023, in tutti i Paesi in cui è disponibile.
| n° | Titolo originale      | Titolo italiano           | Pubblicazione     |
| -- | --------------------- | ------------------------- | ----------------- |
| 1  | A Taste of Solitude   | Un assaggio di solitudine | 1º settembre 2023 |
| 2  | Strangers and Friends | Estranei e amici          | 1º settembre 2023 |
| 3  | What Might Be         | Ciò che potrebbe essere   | 1º settembre 2023 |
| 4  | Daughter of the Night | Figlia della Notte        | 8 settembre 2023  |
| 5  | Damane                | Damane                    | 15 settembre 2023 |
| 6  | Eyes Without Pity     | Occhi senza pietà         | 22 settembre 2023 |
| 7  | Daes Dae'mar          | Daes Dae'mar              | 29 settembre 2023 |
| 8  | What Was Meant to Be  | Ciò che doveva essere     | 6 ottobre 2023    |

## Un assaggio di solitudine
- Titolo originale: A Taste of Solitude
- Diretto da: Thomas Napper
- Scritto da: Amanda Kate Shuman

### Trama
Il Reietto Ishamael, sopravvissuto agli eventi della prima stagione, viene interrotto mentre presiede a una riunione con alcuni individui misteriosi da una bambina che ha visto dei trolloc avvicinarsi al luogo in cui si trovano. Ishamael la conduce all'esterno e le spiega che essi sono creature metà umane e metà animali che uccidono solo per nutrirsi, e che gli uomini sbagliano a considerarli malvagi.
Moiraine Damodred, privata dei suoi poteri, è ospite delle Aes Sedai Verin Mathwin e Adeleas e conduce ricerche personali sulle future mosse del Tenebroso, tenendo all'oscuro persino Al'Lan Mandragoran, che è frustrato dalla freddezza che la donna mostra nei suoi confronti. Una notte, Moiraine tenta di andarsene per seguire i suoi piani, ma viene intercettata e attaccata da due Fatui e tre Myrddraal, Progenie dell'Ombra che servono il Tenebroso. Lan accorre in suo aiuto e prova a salvarla ma vengono entrambi feriti. Verin e Tomas intervengono, salvandoli e uccidendo le creature.
Nel mentre, Perrin Aybara, Loial e una squadra di Shinearesi sono sulle tracce di Padan Fain e del Corno di Valere, guidati da un individuo misterioso apparentemente in grado di seguire le tracce degli Amici delle Tenebre. A Tar Valon, Nynaeve al'Meara ed Egwene al'Vere sono state ammesse come novizie alla Torre Bianca e faticano ad ambientarsi: se la prima patisce le pressioni di Liandrin e si mostra ostile davanti ai rigidi dogmi di disciplina delle Aes Sedai, Egwene si sente intrappolata nelle mansioni da sguattera che è costretta a eseguire e teme di non essere abbastanza abile nell'incanalare l'Unico Potere. Inoltre, i tre amici sentono la mancanza di Rand dichiarato morto da Moiraine; in realtà, il giovane Drago Rinato si trova nascosto a Cahirien, dove cerca di condurre una vita normale. A insaputa di tutti, però, anche Mat Cauthon si trova nella Torre Bianca, tenuto prigioniero da Liandrin su richiesta di Moiraine.
- Guest star: Gregg Chilingirian (Ingtar Shinowa), Guy Roberts (Uno Nomesta), Arnas Fedaravicius (Masema Dagar), Nila Aalia (Adeleas), Heikko Deutschmann (Tomas), Rima Te Wiata (Sheriam Bayanar), Gary Beadle (Elyas Machera), Julian Lewis Jones (Bayle Domon), Joelle (Joiya Byir), Amy Sharp (Niko), Salle Salée (Novizia), Petra Ptáčková (madre Tuatha'an).

## Estranei e amici
- Titolo originale: Strangers and Friends
- Diretto da: Thomas Napper
- Scritto da: Katherine B. McKenna

### Trama
Rand al'Thor cerca di abituarsi alla sua nuova vita a Cahirien, procurandosi da vivere lavorando in un sanatorio per persone che hanno perso il senno, tra cui un veterano della Guerra Aiel a cui il ragazzo sembra essere affezionato. Una sera, il giovane sfoga la sua rabbia su un altro giovane che lavora al sanatorio che lo aveva precedentemente provocato, ma involontariamente perde il controllo dei suoi poteri e lo ferisce gravemente. In seguito, viene chiamato a sostituire quest'ultimo nelle sue mansioni e, senza sapere con chi abbia a che fare, si trova davanti il Falso Drago Logain Ablar.
Moiraine lascia il suo rifugio e si dirige nei pressi della capitale, dove affida Lan ad Alanna Mosvani affinché diventi custode di un'altra Aes Sedai, sentendosi lei ormai inutile. Per convincerlo ad allontanarsi da lei, però, è costretta a confessare di aver mentito sulla morte di Rand e arriva a negare il valore del legame che avevano stretto come Aes Sedai e custode. Nella capitale, alla Torre Bianca, Egwene fa la conoscenza di Elayne Trakand, erede al trono del regno di Andor nonché aspirante novizia, e le due stringono amicizia. Nynaeve, invece, viene costretta da Liandrin a superare la "prova degli archi" per passare dallo status di novizia a quello di ammessa; poco prima dell'inizio del rituale, però, la ragazza scopre che la donna dell'Ajah Rossa ha un figlio – invecchiato e ammalatosi nel corso della lunga vita da Aes Sedai di Liandrin – di cui si prende segretamente cura. Sempre prigioniero nelle segrete della Torre Bianca, Mat riesce a divellere alcuni mattoni della parete e a creare un passaggio verso la cella adiacente, dove è rinchiusa Min Farshaw.
Durante la ricerca di Fain e del Corno, il gruppo di Perrin fa sosta in un villaggio che, nella notte, viene attaccato dalle forze di Seanchan che riescono ad avere la meglio sui guerrieri Shinearesi e li fanno prigionieri. La mattina seguente, al villaggio fa il suo ingresso la Somma Signora Suroth, accompagnata da nientemeno che Ishamael.
- Guest star: Gregg Chilingirian (Ingtar Shinowa), Guy Roberts (Uno Nomesta), Arnas Fedaravicius (Masema Dagar), Gary Beadle (Elyas Machera), Karima McAdams (Somma Signora Suroth), Nila Aalia (Adeleas), Heikko Deutschmann (Tomas), Rima Te Wiata (Sheriam Bayanar), Jessica Boone (Alwhin), Nasser Memarzia (Errol), Iris Peynado (Missus Amudee), Darragh O'Toole (Yann), Marie-France Alvarez (Celestin), Vladimir Javorsky (Aludran), Esther Ayo James (Ammessa), Salle Salée (Novizia), Raquel Cipriano (Novizia), Daisy Kosmider (Aes Sedai Rossa), Marie Pressová (paziente ragazzina), Pavel Boušek (marito), Zdenek Gloser (paziente del sanatorio), Anna Sklaschikova (paziente del sanatorio).

## Ciò che potrebbe essere
- Titolo originale: What Might Be
- Diretto da: Sanaa Hamri
- Scritto da: John McCutcheon

### Trama
Nynaeve è pronta ad affrontare la prova degli Archi e si appresta a varcare il primo dopo che la Maestra delle Novizie Sheriam Bayanar l'ha messa in guardia dai pericoli, anche mortali, a cui sta andando incontro. Alla ragazza viene data la possibilità di rinunciare in partenza (sono ammessi tre tentativi totali), ma se entrerà negli archi e desisterà, allora sarà cacciata per sempre dalla Torre Bianca. Nel primo arco Nynaeve rivive la morte dei suoi genitori e supera la prova tornando indietro resistendo al desiderio di salvarli. Nel secondo, si ritrova a Emond's Field dove è in corso una pestilenza che ha colpito anche Tham al'Thor, padre adottivo di Rand; anche in questo caso la giovane supera la prova rinunciando ad aiutare la sua gente, benché al villaggio non sia rimasta una Sapiente in grado di curare il morbo. Nel terzo arco, tuttavia, non riesce a resistere alla tentazione di tornare a casa e intraprendere una vita felice insieme a Lan. Quando il portale si chiude senza che lei abbia fatto ritorno, le Aes Sedai decretano la sua morte e a darne la notizia a Egwene è la stessa Sheriam. Liandrin è ferita e delusa dal proprio fallimento con Nynaeve e ha un duro scontro con Egwene, che la accusa di aver causato la morte della sua amica. Inoltre, la donna si reca da Mat e lo libera, apparentemente perché lo ritiene inutile e non pericoloso, in realtà perché vuole che Min – che il ragazzo ha a sua volta fatto uscire dalla sua cella – lo conduca in una missione misteriosa. Più tardi, Egwene si reca di nascosto nella stanza degli archi, seguita da Elayne, e prova a incanalare per riaprire l'ultimo e far tornare Nynaeve. Questa, tuttavia, è apparentemente in una dimensione parallela in cui vive serenamente insieme a Lan, dal quale ha avuto una figlia, ed è circondata dall'affetto della sua famiglia, oltre che di Mat e Perrin. Quando però un gruppo di Trolloc attacca la capanna in cui vivono, uccidendo tutti tranne Nynaeve e sua figlia, la giovane vede incredibilmente riaprirsi il portale e riesce a fare ritorno nella sua dimensione, anche se ciò significa perdere per sempre sua figlia: era quella la sua ultima vera prova.
Perrin, Loial e gli Shinearesi sono costretti a giurare fedeltà ai Seanchan, che si rivelano essere un popolo nativo del Randland sconfitto ed esiliato in un continente a occidente secoli prima e ora determinato a riprendersi i propri vecchi territori con la forza. Preso prigioniero ma tenuto lontano dagli altri, Perrin ha un confronto con Ishamael, che è interessato ai suoi poteri di connessione con i lupi ed è intenzionato a servirsene per i propri scopi. La carovana viene tuttavia attaccata proprio dai lupi richiamati da Perrin e il ragazzo viene liberato da Elyas, unico dei suoi compagni ad essere sfuggito alla cattura.
A Cahirien, un menestrello annuncia l'inizio della caccia al Corno di Valere, un artefatto leggendario in grado di riportare in vita gli eroi del passato. Rand riconosce Logain come il Falso Drago che era stato portato in catene a Tar Valon mesi prima e gli chiede di insegnargli a controllare il proprio potere. Nonostante il ragazzo riesca a procurare a Logain il vino di Ghealdan che egli gli aveva chiesto come ricompensa, infiltrandosi insieme a Selene tra gli aristocratici della città, il Falso Drago frustra le sue aspettative dichiarando che non c'è modo per impedire all'Unico Potere di fare il suo corso e, in preda all'esaltazione, dichiara che le Aes Sedai mantengono in vita la menzogna sulla follia degli uomini capaci di incanalare solo per mantenere il potere e che solo il Drago Rinato è in grado di sconfiggere il Tenebroso. Quella notte, nel sonno, Rand appicca senza volerlo un incendio nella locanda dove vive insieme a Selene.
- Guest star: Gregg Chilingirian (Ingtar Shinowa), Guy Roberts (Uno Nomesta), Arnas Fedaravicius (Masema Dagar), Gary Beadle (Elyas Machera), Karima McAdams (Somma Signora Suroth), Michael McElhatton (Tam al'Thor), Juliet Howland (Natti Cauthon), Rima Te Wiata (Sheriam Bayanar), Jessica Boone (Alwhin), Seraphina Beh (Arrata), Valerie Vachkova (Miri), Iris Peynado (Missus Amudee), Aliyah Sesay (Jamila Amudee), Jonathan Hawkins (Beerien al'Meara), Melissa James (Elnore al'Meara), Asia-Sky Fenty (Elnore Jr.), Bronte Smith (Nynaeve da giovane), Michael Amariah (menestrello).

## Figlia della Notte
- Titolo originale: Daughter of the Night
- Diretto da: Sanaa Hamri
- Scritto da: Dave Hill

### Trama
Moiraine raggiunge Cahirien in cerca di Rand e fa tappa nella dimora di Lady Anveare, che si rivela essere la sua sorella minore. I destini diversi e gli anni che le hanno separate hanno incrinato il rapporto tra le due e Moiraine si rifiuta di dare spiegazioni alla sorella sul motivo della sua visita, ottenendo informazioni su Rand per conto proprio e arrivando a parlare con Logain Ablar: fin dall'inizio il piano della Aes Sedai era di far incontrare Rand con il Falso Drago in modo che questi potesse insegnargli ciò che sa sull'Unico Potere. In cambio, la donna gli promette il pugnale maledetto di Shadar Logoth, che lo renderebbe nuovamente in grado di incanalare. Tornata a casa, la donna ha un confronto con la sorella nel quale Anveare rivela di avere spie in tutta la città e di sapere dove si trovi il ragazzo che Moiraine sta cercando. Nel frattempo Rand e Selene, dopo l'incendio che ha distrutto la locanda, partono per trascorrere qualche giorno in una capanna in campagna dove la donna, come rivela al giovane, aveva vissuto le sue fughe d'amore con il suo antico amante. Nella notte, i due vengono attaccati da un Fatuo e Rand è costretto a incanalare per sconfiggerlo. Selene si mostra dapprima sconvolta dalla rivelazione sul ragazzo, ma poco dopo sembra accettare la situazione e in due stanno per abbandonarsi a una notte di passione. All'improvviso, però, la donna svela la sua vera identità: ella è Lanfear, una potente Reietta nota come "Figlia della Notte" risvegliata da Ishamael. A salvare Rand sopraggiunge Moiraine che trafigge la creatura, pur non riuscendo a ucciderla, e riesce a convincere Rand a fuggire insieme a lei.
A Tar Valon, l'amicizia tra Egwene ed Elayne continua a intensificarsi, mentre Nynaeve è passata al rango di Ammessa, benché fatichi a superare il trauma degli anni vissuti nella realtà fittizia degli archi e soffra per la perdita di sua figlia. Liandrin, invece, apprende dell'attacco dei Seanchan alle coste occidentali del Randland e ha una discussione con Leane Sharif su quali siano le misure da adottare. Successivamente, la Aes Sedai si reca da Nynaeve e le parla del dolore che le ha provocato negli anni veder crescere e invecchiare suo figlio dovendo tenerlo nascosto al mondo intero, prima di informarla di quanto sta accadendo a occidente. Liandrin menziona anche Perrin e Loial sostenendo che essi siano stati presi in ostaggio dai Seanchan insieme al manipolo di Shinearesi di cui facevano parte. Nynaeve, che come Ammessa ha ora il diritto di lasciare la Torre Bianca senza essere scomunicata, decide di recarsi a Falme per cercare di salvare i suoi amici. Prima di partire informa Egwene della sua decisione e la ragazza decide di partire con lei rinunciando a diventare una Aes Sedai. Anche Elayne si unisce a loro mentre le due cercano di lasciare la Torre tramite il passaggio segreto trovato da Nynaeve, quando tutte e tre vengono scoperte da Liandrin la quale, per impedire loro di mettere in atto il loro piano, utilizza l'Unico Potere contro di loro, scagliandole contro una parete e stordendole.
- Guest star: Gary Beadle (Elyas Machera), Maria-France Alvarez (Celestin), Ken Bradshaw (Asan Sandair), You-Ri Yamanaka (zia), Haruka Kuroda (zia), Michael Pitthan (locandiere), Jacqueline More (donna bruciata), Ethan Kamula (bambina), Natasha Jayahendry (cugina), Krishan Naidoo (cugina), Robert Russell (maggiordomo dei Damodred), Leonardo Taiwo (giovane custode), Neelam Bakshi (sorella di Alanna), Lubna Kerr (sorella di Alanna), Julianna Bacelar Pereira (Aes Sedai dell'Ajah Gialla).

## Damane
- Titolo originale: Damane
- Diretto da: Maja Vrvilo
- Scritto da: Rohit Kumar

### Trama
A Falme, la Somma Signora Suroth deve presentarsi al Sommo Signore Turak il quale è insoddisfatto del suo operato in quanto reputa che l'incursione volta a catturare gli Shinearesi sia stata inutile e avventata. Come punizione, Turak ordina che le lunghe unghie del medio e dell'anulare di Suroth, simbolo del suo potere, vengano tagliate. Ishamael domanda al Sommo Signore di accettare il suo dono: in quel momento, Padan Fain emerge dalle retrovie reggendo lo scrigno che custodisce il Corno di Valere e lo consegna a Turak. In seguito, dopo aver rapito Nynaeve, Egwene ed Elayne, Liandrin apre una via ogier per giungere nei pressi di Falme e consegna le tre ragazze a Suroth, rivelando di essere al servizio del Tenebroso nonché membro della leggendaria Ajah Nera. Segue uno scontro in cui Nynaeve ed Elayne riescono a scappare, mentre Egwene viene catturata e assoggettata al collare delle Damane, donne incanalatrici piegate alla volontà dei loro padroni Seanchan. Giunte in città tramite una carovana, le altre due ragazze vengono quasi subito intercettate dall'Aes Sedai dell'Ajah Gialla Ryma, che le porta in un rifugio sicuro.
Moiraine e Rand fuggono da Lanfear e, dopo essersi procurati dei cavalli, fanno ritorno a Cahirien nella dimora di Anveare, dove incontrano Barthanes Damodred, nipote di Moiraine in procinto di sposare l'erede al trono del regno. Moiraine avverte Rand che l'abilità più pericolosa di Lanfear è quella di entrare nei sogni delle persone e gli intima di non addormentarsi. Tuttavia, in seguito, dopo una conversazione con sua sorella, la Aes Sedai decide di cambiare strategia e lasciare che Rand si addormenti in modo da capire che cosa voglia la Reietta e cercare un modo per sconfiggerla: a ogni giro della Ruota, infatti, Lanfear è stata caratterizzata dal fatto di essere innamorata del Drago Rinato per esserne poi ferita, meditando vendetta.
Perrin, nell'apprendere che Elyas non lo sta conducendo a salvare i suoi amici, si separa da lui e fa tappa nel villaggio conquistato dai Seanchan, che in pochi giorni è caduto nelle mani dei Figli della Luce autori di una controffensiva. Qui conosce Dain Bornhald, un giovane ufficiale che poco dopo ha un confronto con Eamon Valda, da cui Perrin si nasconde. Mentre cerca di lasciare il villaggio inosservato, il ragazzo libera una giovane aiel rinchiusa in gabbia dai Figli della Luce di nome Aviendha. I due vengono scoperti dai soldati e segue uno scontro in cui i due hanno la meglio, soprattutto grazie alle straordinarie doti di combattimento corpo a corpo di Aviendha. Tuttavia, Perrin convince la ragazza a risparmiare Bornhald che, in precedenza, le aveva offerto dell'acqua. Come da tradizione aiel, Aviendha dichiara di essere indissolubilmente legata a Perrin che le ha salvato la vita.
Verin Mathwin giunge alla Torre Bianca e scopre che Nynaeve, Egwene ed Elayne sono scomparse, con il probabile coinvolgimento della Maestra Sheriam, sottoposta da Liandrin a un incantesimo di coercizione.
- Guest star: Abdul Salis (Eamon Valda), Gregg Chilingirian (Ingtar Shinowa), Gary Beadle (Elyas Machera), Karima McAdams (Somma Signora Suroth), Daniel Francis (Sommo Signore Turak), Jessica Boone (Alwhin), Katie Leung (Yasicca), Rachel Denning (Nyomi), Will Tudor (Barthanes Damodred), Xelia Mendes-Jones (Renna), Nyokabi Gethaiga (Ryma), Bentley Kalu (Basan), Rima Te Wiata (Sheriam Bayanar), Valerie Vachkova (Miri), Robert Russell (maggiordomo dei Damodred), Akie Kotabe (voce di Turak), Laura Crowhurst (stalliera), Nirav Prajapati (Seanchan da'Covale), Ephraim Eli Goldin (guardia di Turak), Stewart Moore (anziano), Curtis Matthew (locandiere), Tony Lee Herbert (cuoco).

## Occhi senza pietà
- Titolo originale: Eyes Without Pity
- Diretto da: Maja Vrvilo
- Scritto da: Rammy Park

### Trama
In sogno, Rand si ritrova legato a una ruota di fronte a Lanfear, la quale mostra di sapere molte più cose di quanto il giovane pensasse su di lui e sui suoi amici. La Reietta, inoltre, gli mette la pulce nell'orecchio riguardo alle intenzioni di Moiraine, che lo ha sempre manipolato per perseguire i propri scopi. Tuttavia, la donna non sembra voler fare del male a Rand e gli permette di svegliarsi, ma ad una condizione: separarsi immediatamente da Moiraine. Il ragazzo fa quanto gli viene ordinato e fa visita un'ultima volta Logain. Nel frattempo, anche Mathrim e Min sono arrivati a Cahirien, dove quest'ultima riceve in sogno una visita di Ishamael che le affida un ultimo compito da svolgere prima di liberarla dal potere della preveggenza, che la donna considera come una maledizione. La notte successiva, Rand incontra nuovamente, nel mondo dei sogni, Lanfear la quale sembra desiderare davvero di conquistare la sua fiducia e gli permette per qualche istante di vedere Egwene, prigioniera dei Seanchan a Falme. Il giovane decide dunque di recarsi lì per salvarla ma, prima di lasciare la città, si imbatte in Mat. Dopo che i due amici, commossi, si sono ritrovati, Mat si propone di accompagnarlo. Recatosi da Min per salutarla, però, il ragazzo scopre la verità: la veggente era stata incaricata da Liandrin, su ordine di Ishamael, di condurlo a Cahirien affinché rincontrasse Rand e adempisse al destino che la veggente ha visto per lui, ossia quello di pugnalare il Drago Rinato a morte. Sconvolto, Mat rinuncia a seguire l'amico. La partenza di Rand viene comunque rimandata dall'arrivo del Seggio di Amyrlin Siuan Sanche di rientro alla Torre Bianca, avvertita da Lan del fatto che Moiraine avesse trovato il Drago Rinato senza rivelarne a nessuno l'identità e fingendo la sua morte all'Occhio del Mondo.
A Falme, Egwene viene percossa e torturata psicologicamente da Renna, la Sul'dam Seanchan divenuta la sua nuova padrona. Da lei, la giovane apprende che ogni volta che una Sul'dam prova dolore, la rispettiva Damane ne prova il doppio. Ogni suo tentativo di attaccarla e di liberarsi fallisce dunque miseramente. Egwene dimostra comunque di possedere una tempra notevole e per alcuni giorni il suo intento omicida nei confronti della sua carceriera non si spegne, fino al momento in cui, pressoché in fin di vita, non versa dell'acqua nel bicchiere di Renna, gesto che sancisce la sua sottomissione. Allo stesso tempo, Nynaeve ed Elayne informano Ryma Sedai del tradimento di Liandrin e del fatto che una loro amica – Egwene – è prigioniera dei Seanchan. La donna rivela allora di possedere un esemplare del collare che gli invasori usano per controllare le donne in grado di incanalare, anche se impossessarsene è costato la vita a due sue compagne Aes Sedai, mentre una terza è stata a sua volta catturata diventando una Damane. Il manufatto si scopre essere un ter'angreal e non sembra esistere modo per distruggerlo. Mentre utilizzano l'Unico Potere per cercare di scoprire di più su di esso, Nynaeve ne usa una quantità eccessiva e il nascondiglio di Ryma Sedai viene scoperto dalle forze dei Seanchan. La donna a questo punto si sacrifica insieme al suo custode Basan per permettere che le due ragazze restino al sicuro. Nella battaglia contro le Damane, Basan viene ucciso e Ryma, dopo aver decimato la legione avversaria, viene ferita e assoggettata con un altro a'dam.
- Guest star: Xelia Mendes-Jones (Renna), Karima McAdams (Somma Signora Suroth), Gregg Chilingirian (Ingtar Shinowa), Sandy McDade (Maigan), Katie Leung (Yasicca), Will Tudor (Barthanes Damodred), Joelle (Joiya Byir), Valerie Vachkova (Miri), Nyokabi Gethaiga (Ryma), Bentley Kalu (Basan), Heikko Deutschmann (Tomas), Robert Russell (maggiordomo dei Damodred), Vladimír Javorský (Aludran).

## Daes Dae'mar
- Titolo originale: Daes Dae'mar
- Diretto da: Sanaa Hamri
- Scritto da: Justine Juel Gillmer

### Trama
Vent'anni prima degli eventi raccontati, Moiraine e Siuan erano una coppia, entrambe Aes Sedai dell'Ajah Blu. Un giorno, l'antica custode degli annali ebbe di fronte a loro la visione della nascita del Drago Rinato, Rand al'Thor, poco prima di spirare per lo shock. La vita delle due donne subì così un'inversione di rotta, con la promessa di non rivelare a nessuno quanto accaduto: Moiraine sarebbe stata incaricata di cercare il giovane, mentre Siuan sarebbe divenuta Amyrlin Seat per preparare la Torre Bianca alla sua venuta.
Nel presente, Rand ha un'udienza con Siuan Sanche, la quale decreta di non aver alcuna intenzione di consegnarlo all'Ajah Rossa per farlo domare, ma che il suo ruolo sarà quello di essere preparato all'ultima battaglia dalle Aes Sedai, che lo terranno schermato fino al momento in cui non avrà pieno controllo dei suoi poteri. Liandrin, invece, si reca a casa Damodred e ha un colloquio con Barthanes, anch'egli in segreto un Amico delle Tenebre, e gli ordina di uccidere Moiraine, tenuta prigioniera a palazzo. Il giovane fa quanto gli viene ordinato ma viene seguito da Anveare, che aveva ascoltato di nascosto la conversazione e lo fa a sua volta rinchiudere con l'inganno prima che questi porti a termine il suo compito. Lan, invece, dopo aver avuto un confronto con Moiraine, si reca da Logain per cercare di capire se la donna sia realmente stata quietata o se c'è per lei un modo di riacquistare il suo potere e scopre dal Falso Drago che un'antica abilità dei Reietti è proprio quella di tenere perennemente schermata una persona tramite una tessitura molto stretta. Rand, deciso a non farsi ingabbiare dalle Aes Sedai, permette a Lanfear di entrare nei suoi sogni e le chiede di fare in modo che possa lasciare Cahirien per recarsi a Falme, dove è scritto che si terrà uno scontro tra lui e le forze del Tenebroso e dove il Drago Rinato si mostrerà al mondo. La Reietta scatena dunque una serie di incendi in città, attirando così le forze delle Aes Sedai e dando modo a Rand e Moiraine, complice l'aiuto di Verin Mathwin, di fuggire e dirigersi verso una via ogier nascosta nella città. Qui, Lan svela a Moiraine quanto ha scoperto e Rand riesce a incanalare una quantità sufficiente di potere per tagliare la tessitura che inibisce i suoi poteri. Proprio nel momento in cui la donna apre la via, però, il gruppo viene sorpreso di Siuan, che a malincuore obbliga Moiraine a richiuderla. La stessa Siuan viene tuttavia messa fuori gioco dall'arrivo di Lanfear; guidati dalla Reietta, Rand, Lan e Moiraine varcano così la via per raggiungere il luogo della battaglia.
Perrin e Aviendha continuano la loro marcia di avvicinamento a Capo Toman e, nel deserto, incontrano altre due fanciulle della lancia aiel, compagne della ragazza, la quale fa ammenda per la morte di un'altra compagna morta a causa sua nello scontro con i Figli della Luce e viene punita dalle altre due, come da usanza aiel.
Mat, nel frattempo, viene rapito e trasportato a Falme su ordine di Ishamael, dal quale viene indotto a bere una pozione che mostra le sue precedenti incarnazioni; il giovane ha modo di scoprire che in tutte le sue vite passate è sempre stato un poco di buono, destinato a fare del male agli altri o alla forca. Ishamael spera così di spezzare la sua volontà e portarlo dalla sua parte. Renna conduce Egwene fuori città insieme ad altre Sul’dam e Damane per una dimostrazione e la ragazza mostra a tutti il proprio enorme potenziale. Nonostante questo, una volta tornate in cella, promette a Renna che prima o poi riuscirà ad ucciderla e a liberarsi. In città, Elayne e Nynaeve intercettano Loial e ottengono informazioni sul luogo dove è tenuta prigioniera Egwene. Avvicinatesi quanto basta alle prigioni, sorprendono una Sul'dam e la assoggettano con l'a'dam che Ryma aveva affidato loro.
- Guest star: Heikko Deutschmann (Tomas), Juliet Howland (Natti Cauthon), Sandy McDade (Maigan), Joelle (Joiya Byir), Will Tudor (Barthanes Damodred), Katie Leung (Yasicca), Lily Banda (Mulaen), Xelia Mendes-Jones (Renna), Robert Russell (maggiordomo dei Damodred), Ragga Ragnars (Bain), Maja Simonsen (Chiad), Jade-Eleena Dregorius (Seta), Vincent Kerschbaum (servitore del Palazzo del Sole).

## Ciò che doveva essere
- Titolo originale: What Was Meant to Be
- Diretto da: Sanaa Hamri
- Scritto da: Rafe Lee Judkins e Timothy Earle

### Trama
Lanfear conduce Rand e gli altri attraverso le vie ma, a sorpresa, apre un portale estromettendo Moiraine e Lan, facendoli giungere nella baia fuori dai confini della città di Falme. Dall'entroterra, l'esercito dei Figli della Luce è pronto a sferrare l'attacco per liberare la città dal dominio dei Seanchan. Qui, Lanfear lascia che Rand vada alla ricerca di Egwene, che è stata scortata sulla torre più alta della citta insieme ad altre Damane per bersagliare dall'alto le forze dei Manti Bianchi. Ancora una volta la ragazza si rifiuta di eseguire gli ordini di Renna, al che questa sta per tagliarle le mani come punizione, quando la torre viene parzialmente distrutta da un masso scagliato dalle catapulte dei nemici. Egwene approfitta della situazione per appropriarsi dell'a'dam di una Damane morta e lo mette al collo di Renna. Sperando che Egwene le risparmi la vita in cambio, la Sul'dam libera la ragazza dal loro legame, ma Egwne decide lo stesso di vendicarsi di lei, uccidendola. Nella confusione della battaglia tra le due fazioni, la Sul'dam che Nynaeve ed Elayne avevano assoggettato viene uccisa da una freccia vagante prima che le due riescano a raggiungere la loro amica e, inoltre, anche Elayne viene ferita a una gamba.
Perrin, Aviendha e le sue compagne aiel ritrovano Loial, Ingtar e Masema, riusciti miracolosamente a impossessarsi dello scrigno contenente il Corno di Valere. Loial sostiene sia stata Egwene a farglielo avere, mentre in realtà si trattava di un travestimento di Lanfear. Nel frattempo, Ishamael ordina a Padan Fain di consegnare a Mat il pugnale di Shadar Logoth, sicuro che il giovane non resisterà alla tentazione di toccarlo e scivolerà nuovamente nelle tenebre. Mat, tuttavia, escogita un metodo per usare il pugnale per liberarsi dalla stanza in cui è prigioniero senza toccarlo e riesce a uccidere la guardia che lo sorvegliava e far fuggire Fain. Uscito nelle strade si ricongiunge con Perrin e gli altri e usa il pugnale per aprire lo scrigno contenente il Corno. Il gruppo si ritrova però coinvolto negli scontri tra Seanchan e Figli della Luce. Mentre Ingtar si sacrifica per far andare avanti gli altri, intenzionati a raggiungere Rand, Perrin affida il Corno a Mat. Durante la battaglia il giovane si scontra con Eamond Valda, rischiando di venire ucciso, quando in suo aiuto sopraggiunge il lupo che Elyas gli aveva donato come compagno. L'animale viene però a sua volta ucciso da Geofram Bornhald, il padre di Dain, e Perrin si vendica uccidendo l'uomo davanti agli occhi del figlio. Prima di raggiungere la torre, Mat si trova davanti una schiera di soldati nemici e, disperato, soffia nel Corno richiamando gli eroi del passato che in poco tempo sgominano le forze dei Seanchan.
Dopo aver sterminato il Sommo Signore Turak e la sua scorta, Rand raggiunge Egwene in cima alla torre, ma i due vengono sorpresi da Ishamael, che aveva dato disposizioni alla Suroth affinché schierasse alcune Damane su una barca poco distante dalla torre in modo da riuscire a schermare a distanza il Drago Rinato. Sul luogo sopraggiunge anche Mat che scaglia la sua lancia con il pugnale contro il Reietto, solo per scoprire che si trattava solo di un'illusione: la lama trafigge Rand al suo posto e la profezia sembra compiersi. Prima che Ishamael possa ucciderli entrambi, però, una rediviva Egwene si frappone tra loro ed erige una barriera che devia gli attacchi del Reietto. Anche Nynaeve ed Elayne raggiungono finalmente i loro amici e quest'ultima cura con l'Unico Potere la ferita di Rand. Da lontano, Moiraine indirizza un'imponente massa di magia sulle navi dove si trovano le Damane e l'incantesimo di schermo viene meno. A questo punto, il Drago Rinato usa la spada dell'airone per trafiggere Ishamael e ucciderlo una volta per tutte. Moiraine innalza le insegne del Drago e tutta la popolazione di Falme lo acclama.
Al termine della battaglia, Lanfear scopre che Ishamael aveva da tempo compreso che la Reietta lo avrebbe tradito e incontra Moghedien, scoprendo che tutti gli altri Reietti sono stati liberati.
- Guest star: Abdul Salis (Eamon Valda), Stuart Graham (Geofram Bornhald), Alexander Karim (Lews Therin Telamon), Sandy McDade (Maigan), Gregg Chilingirian (Ingtar Shinowa), Guy Roberts (Uno Nomesta), Arnas Fedaravicius (Masema Dagar), Julian Lewis Jones (Bayle Domon), Karima McAdams (Somma Signora Suroth), Jessica Boone (Alwhin), Valerie Vachkova (Miri), Daniel Francis (Sommo Signore Turak), Lily Banda (Mulaen), Xelia Mendes-Jones (Renna), Ragga Ragnars (Bain), Maja Simonsen (Chiad), Jade-Eleena Dregorius (Seta), Akie Kotabe (voce di Turak), Adrian Bouchet (Artur Hawkwing), Helen Tran (Amaresu), Mohamed Boussalem (sergente dei Manti Bianchi), Nasser El Guennouni (guardia Seanchan), Said Hamdi (guardia Seanchan).